# Aleksandrowicz (herb szlachecki)
Aleksandrowicz (Alexandrowicz, Kruki) – polski herb szlachecki, odmiana herbu Kosy

## Opis herbu
W polu czerwonym dwie kosy na krzyż, w miejscu ich złączenia schodzą się dwa miecze. W klejnocie nad hełmem w koronie trzy pióra strusie.
Ostrowski podaje też inną wersję herbu, w której hełm i klejnot zastąpione są mitrą.

## Najwcześniejsze wzmianki
1505 rok.

## Herbowni
Aleksandrowicz, Alexandrowicz.